# Liu Guosong
Liu Guosong ou Lieou Kou-Song ou Liu Kuo-Sung est un peintre traditionnel chinois du XXe siècle, né en 1932 en Chine.

## Biographie
Liu Guosong naît en 1932 dans la province du Shandong en Chine. Le pays est déjà la proie de la guerre contre les Japonais et a déjà perdu la Mandchourie. Son père est tué sur le front alors qu'il est encore très jeune. Sa mère et lui connaissent une période d'errance dans un pays agité, avant de pouvoir se fixer à Wuchang en 1946. Trois ans plus tard, la Libération le conduit à Taïwan où il s'inscrit à l'Université des Beaux-arts. Il fonde avec un groupe d'artistes le Fifth Moon Group. En 1966, il est le premier artiste de Taïwan à bénéficier d'une bourse de la 3e Fondation JDR (John D. Rockeller), pour un séjour d'un an aux États-Unis. Avant de regagner son pays, il passe un an à visiter l'Europe et peut appréhender, de visu, non seulement le riche héritage culturel occidental, mais aussi les derniers développements de la peinture contemporaine.

## Son parcours
Son œuvre est toujours fréquemment exposé tant chez lui qu'aux États-Unis et figure dans d'importantes manifestations de groupe :
En 1959, 1961, 1963, 1969 : Biennale de São Paulo.
En 1959, 1961: Biennale de Paris.
En 1965, 1966: Les Œuvres peintes des plus grands artistes d'Asie, exposition itinérante dans les métropoles d'Asie.
En 1966, 1968: Le Nouveau Paysage chinois, exposition itinérante aux États-Unis.
Son œuvre fait l'objet de plusieurs expositions importantes en Amérique, dont une à la (Nelson Gal. of Art) à Kansas City.

## Style et tradition
Son intérêt pour la peinture occidentale succède à sa période de formation classique et hautement académique. Ses premières œuvres sont le reflet fidèle du style de son maître Pu Xinyu, frère du dernier empereur Qing, déposé par la révolution de 1911. On sent déjà dans cette reproduction de jeunesse sa facilité technique, sa sensibilité et un grand sens du mouvement qui lui reste. Dans le domaine de la peinture occidentale, Cézanne est le premier artiste à exercer sur lui une véritable fascination, comme le prouve son autoportrait, daté de 1954. Mais très vite, il montre son talent à synthétiser des éléments totalement divers, empruntés aux traditions occidentale et orientale. En 1956, il fonde, avec quelques autres artistes, le Groupe de la Cinquième Lune, très orienté vers l'art occidental et très influencé par le fauvisme, l'impressionnisme, le cubisme et le surréalisme. D'autres mouvements suivent la même tendance et il faut attendre plusieurs années pour que les artistes, lui-même en particulier, ressentent cette inféodation inconditionnelle comme un esclavage.

## Influences multiples
C'est à l'époque où il est assistant à l'Université Nationale de Tainan, au sud de Taïwan, que Liu appréhende avec une particulière acuité, la richesse de la tradition orientale. Certaines de ses œuvres, antérieures à cette prise de conscience, reflètent le style de Picasso puis de Paul Klee. L'art de ce dernier aide Liu, à partir de 1958, à entrer en contact avec l'expressionnisme abstrait. Ses œuvres des années 1959-1960 reflètent bien ces expériences multiples et l'une des tentatives les plus intéressantes est sans doute la combinaison des techniques de Jackson Pollock avec celles de la peinture à l'encre de Chine. Liu remplace la surface de peinture à l'huile de Pollock par une couche de plâtre qui absorbe l'encre et permet d'obtenir une gamme variée de textures et de rythmes.

## Technique personnelle
Passé 1960, Liu accuse un retour marqué vers la peinture chinoise, en ce qui concerne le support: il travaille désormais sur un papier de coton épais (Mian) dont la surface, très accidentée, lui offre de multiples possibilités d'accidents picturaux. Il se fait bientôt faire un papier spécial (connu maintenant sous le nom de papier Liu Guosong), composé de fibres de coton encore plus grossières et sur lequel il travaille avec de grosses brosses à encre, en arrachant çà et là quelques fibres une fois la couleur appliquée. Il obtient ainsi des reflets proches de l'expressionnisme abstrait, mais qui se rattachent aussi, dans leur esprit et leur spontanéité, à une certaine tendance de la peinture chinoise, l'art Chan (zen en japonais).
Son séjour aux États-Unis est l'une des périodes les plus actives de sa carrière. Ultérieurement, sa production se ressent de l'enthousiasme fiévreux avec lequel Liu assimile les leçons des grands maîtres européens, de Rembrandt à Van Gogh, du Greco à Picasso, de Michel-Ange à Marini. Les formes sont plus solides, la composition et le travail du pinceau sont plus complexes et plus riches et l'épaisseur picturale plus humaine. Comme théoricien, Liu écrit de nombreux articles, parmi lesquels: Où va la peinture chinoise (Tapei, 1954) et Copie, Dessin, Création (Tapei, 1966).

## Musées
Sa peinture est présente dans le musée de Brooklyn de Chicago de Cincinnati de Cleveland (Art Mus.) de Dallas de Denver de la (Nelson Gal. of Art) à Kansas City de l'University of Kansas Mus. of Art de Lawrence de Art Mus. à Seattle de la Nat. Galerie de Taipei et du Museum of History de Taipei.